# Kill screen
Kill screen通常指的是一种在游戏中（特别是以前的街机游戏）因为程序的错误，或者设计上的缺陷导致的使得游戏无法继续进行的一种状态。不同于正常状态下的结束，游戏可能会崩溃，没有响应，或者出现一些奇怪的行为导致不可能再正常玩下去。
电子游戏，和正常的程序一样会遭受到程序錯誤。但是在游戏中的程序錯誤不一定是一个kill screen;成为kill screen的bug指的是在游戏中的固定某一处一定会发生，并且一旦发生就一定会阻碍游戏正常进行的错误。虽然几乎任何类型的bug都会导致kill screen，但是通常来说大多数的kill screen仅仅是由于部分程序员的设计缺陷造成的，就比如一个关卡的计数器整数溢出等等。
在街机的黄金时代，kill screen是非常普遍的。在这个时代游戏开发的时候，编程人员一般都假设游戏在远还没有达到代码的数据极限之前就已经结束了;大多数的游戏都是会一直继续下去直到命全部用完。此外，早期机器硬件的限制通常意味着程序员不可能在对游戏状态进行逻辑上的检查方面使用额外的内存。